# Protéine C réactive
Pour les articles homonymes, voir protéine C et CRP.
La protéine C réactive (abrégée CRP, de l'anglais C-reactive protein) est une protéine de phase aiguë synthétisée principalement par le foie mais aussi par le tissu adipeux. Elle joue un rôle important dans les réactions inflammatoires, et sert de marqueur biologique à celles-ci.

## Historique et nomenclature
La protéine C réactive a été isolée par Tilett (en) et Francis en 1930 à Rockefeller University, dans le sérum de patients présentant une inflammation aiguë.
Cette protéine réagissait au polysaccharide C du pneumocoque.

## Description et rôle

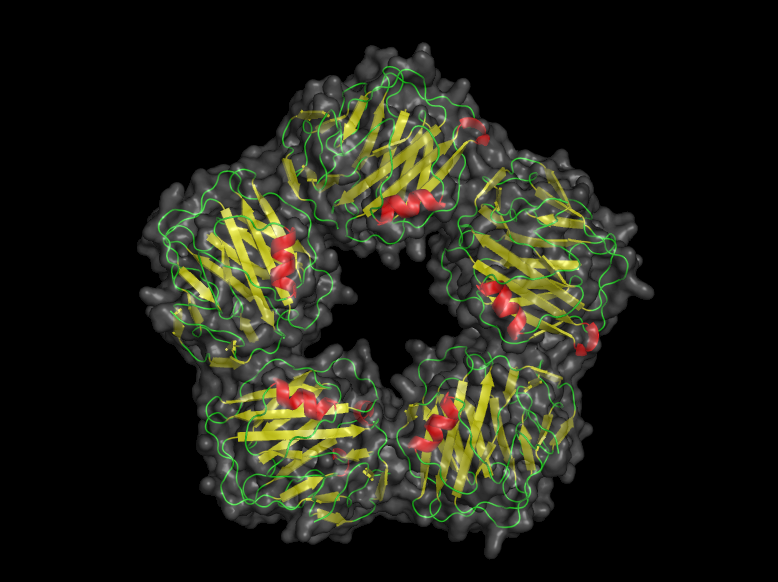
Une image de CRP de 1B09 réalisée à l'aide de pymol.

La CRP est une protéine constituée de cinq sous-unités comportant chacune 206 acides aminés. Elle fait partie de la famille des pentraxines. Elle joue un rôle dans le système immunitaire, pouvant se fixer sur les immunoglobulines G et pouvant activer le système du complément. Sa demi-vie est de 18 h et elle se trouve essentiellement dans le sérum sanguin.
La CRP est un marqueur précoce, sensible et spécifique de la réaction inflammatoire, et proportionnel à son intensité.
Elle apparaît dans les six heures suivant l'inflammation aiguë. Son taux augmente et est maximal après deux jours. Il peut baisser en moins de 6 heures après éradication de la source d'inflammation.
En présence de calcium, la CRP se lie spécifiquement aux résidus phosphocholine. On trouve la phosphocholine dans les polysaccharides microbiens. 
Sa forme monomérique, par dissociation du pentamère par les plaquettes sanguines à l'aide du lysophosphatidylcholine (après activation par la phospholipase A2) et des liposomes, se dépose dans les plaques d'athérome et aurait un effet pro-inflammatoire.
La CRP active par ce biais la voie classique du complément en l'absence d'anticorps, et opsonise les ligands, en vue de leur phagocytose.
La phosphocholine étant également présente dans le PAF (facteur d'activation plaquettaire) et les polynucléaires, la CRP atténue la voie de la coagulation et l'activation des cellules inflammatoires.
Le gène responsable de sa synthèse est situé sur le chromosome 1 humain (long bras proximal). Ce gène a de nombreuses mutations décrites, pouvant être responsables en partie de la variation inter-individuelle de sa concentration basale. Il existe, par ailleurs, 18 autres gènes, dont les mutations entraînent une modification du taux de CRP.

## Dosage
La concentration sanguine de CRP est normalement inférieure à 6 mg/l. Elle varie cependant selon l'ethnicité, sa valeur étant sensiblement plus basse chez les Asiatiques.

### Marqueur inflammatoire
La CRP est considérée comme bon marqueur biologique de l'inflammation. Au-delà de 5 mg/l (détection par une méthode analytique classique), elle peut indiquer une infection comme une pyélonéphrite, une maladie autoinflammatoire comme une polyarthrite rhumatoïde, ou une maladie néoplasique comme un cancer du poumon.
Elle est utilisée depuis 1977 dans le diagnostic et la surveillance de l'évolution des infections, la normalisation de son taux étant un indice que le phénomène infectieux est maîtrisé. La CRP joue un rôle important dans le myélome multiple : son augmentation est un marqueur important de prolifération tumorale.

### Marqueur cardiovasculaire
L'élévation  de la CRP est un facteur de risque de l'athérome, maladie obstruant les vaisseaux. D'après certains auteurs, quand son taux (à mesurer par méthodes « ultrasensibles » permettant de détecter des taux de 0,2 à 5 mg/l) augmente et dépasse 3 mg/l dans le plasma sanguin, elle serait l'un des marqueurs les plus fiables tandis que pour d'autres la corrélation semble faible. Des arguments indirects semblent montrer que cette élévation n'est qu'un marqueur et n'interviendrait pas directement dans la genèse de l'athérome. Selon d'autres études, en revanche, la CRP réduirait la synthèse d'oxyde nitrique et empêcherait l'angiogenèse, jouant ainsi un rôle direct dans les maladies cardiovasculaires. Il a aussi été montré qu'un taux de CRP inférieur à 2 mg/l sous statine diminue le risque d'infarctus du myocarde et de morts par accident coronarien.

### Marqueur métabolique
Le taux de CRP peut être discrètement augmenté en cas d'obésité et cette élévation semble être un marqueur de risque de la survenue d'un diabète de type 2.

### Interactions
La supplémentation en vitamine C peut réduire de manière significative le taux de CRP, voire l'annuler,.